# Mária Kovács
Mária Kovács (* 7. Mai 1981 in Szeged) ist eine ungarische Boxerin. Sie ist mehrfache Welt- und Europameisterin der Amateurinnen.

## Werdegang
Mária Kovács, die aus Szeged stammt, begann in ihrer Jugend mit dem Volleyballspiel und versuchte sich danach im Kickboxen. Sie wechselte aber bald zum olympischen Boxen über und fand darin die Sportart, die ihr am besten zusagte. Sie boxt seit 1998 und gehört dem Boxclub PVSK Szentlörincz an. Trainiert wird sie von Laszlo Gal. Beschäftigt ist Maria Kovacs an der Universität von Szeged.
Die ersten Erfolge auf der internationalen Boxerszene der Frauen errang sie bereits im Jahre 2001. Sie startete in diesem Jahr bei den 1. Box-Weltmeisterschaften der Frauen in Scranton/USA. In der schwersten Gewichtsklasse, die damals ihr Gewichtslimit bei 90 kg hatte, gewann sie dort ihren Halbfinalkampf gegen Maria Reingard aus Russland nach Punkten, verlor aber im Endkampf gegen die US-Amerikanerin Devonne Canady nach Punkten (15:22) und wurde damit Vize-Weltmeisterin. Nachdem sie 2002 beim renommierten Witch-Cup in Pécs/Ungarn mit einem Punktsieg über Oksana Guljajewa aus der Ukraine Turniersiegerin in der Gewichtsklasse über 81 kg Körpergewicht geworden war, startete sie auch wieder bei den Weltmeisterschaften der Frauen, die in Antalya stattfanden. Sie startete dort wieder in der schwersten Gewichtsklasse (bis 90 kg KG) und gewann ihren ersten Weltmeistertitel vor Marija Jaworskaja aus Russland und Devonne Canady aus den Vereinigten Staaten. Die Einzelergebnisse von diesen Meisterschaften sind nicht bekannt.
2003 wurde sie in Pécs auch Europameisterin in der Gewichtsklasse bis 86 kg Körpergewicht. Dabei ließ sie Julia Gostraja aus der Ukraine, Marija Jaworskaja und Adriana Hosu aus Rumänien hinter sich.
Ihre Erfolgsserie setzte sich auch 2004 fort, denn in diesem Jahr wurde sie in Riccione/Italien wieder Europameisterin in der Klasse bis 86 kg KG vor Anna Seltschuk aus der Ukraine und Marija Jaworskaja. In den Jahren 2003 und 2004 fanden keine Frauen-Weltmeisterschaften statt.
Im Mai 2005 gelang es Mária Kovács im norwegischen Tønsberg überraschenderweise nicht, ihre Europameistertitel zu verteidigen, denn sie verlor dort, nachdem sie Maria Reingard (33:12) und Paulina Szmidt aus Polen (24:12) jeweils sicher ausgepunktet hatte im Finale gegen Adriana Hosu knapp nach Punkten, wobei bei einem Punktgleichstand von 14:14 die sog. Hilfspunkte zugunsten von Adriana Hosu entschieden. Sie kompensierte diesen Titelverlust mit dem Gewinn des Weltmeistertitel im September 2005 in Podolsk. Dort siegte sie in der Gewichtsklasse bis 86 kg KG über Jacynthe Maloney aus Kanada nach Punkten (26:10), über Maria Reingard durch Abbruch i. d. 2. Runde und auch über Şemsi Yaralı aus der Türkei durch Abbruch i. d. 2. Runde. Damit gewann sie ihren zweiten Weltmeistertitel.
2006 siegte Mária Kovács bei den Europameisterschaften in Warschau wieder in der Klasse bis 86 kg und besiegte dabei im Endkampf Şemsi Yaralı klar nach Punkten (20:8). Bei den Weltmeisterschaften 2006 in New Delhi siegte sie über ihre alte Rivalin Adriana Hosu durch Abbruch i. d. 2. Runde, verlor aber ganz überraschend im Endkampf gegen die erst achtzehnjährige Russin Jelena Wadimowna Surkowa nach Punkten (16:20) und wurde damit „nur“ Vize-Weltmeisterin.
Beim Witch-Cup 2007 in Pécs nahm sie dann für diese Niederlage Revanche, denn sie besiegte dort Jelena Surkowa klar nach Punkten (15:4). Mit einem weiteren Sieg über Şemsi Yaralı gewann sie dieses Turnier. Einige Monate später, bei den Europameisterschaften 2007 in Vejle/Dänemark, sollte sich das Blatt abermals wenden, denn Maria Kovacs verlor dort im Finale wieder gegen Jelena Surkowa nach Punkten (4:8). Im Dezember 2007 siegte sie dann erstmals bei den Meisterschaften der Europäischen Union in Lille in der Gewichtsklasse bis 86 kg. Dabei bezwang sie mit Şemsi Yaralı (7:5) und Adriana Hosu (11:2) zwei Gegnerinnen, die ihr alles abverlangten. Nach diesem Sieg ahnte sie noch nicht, dass dies der letzte Start in dieser Gewichtsklasse war. Sie bekam kurz nach diesem Erfolg große Knieprobleme, die dazu führten, dass sie in den ersten Monaten des Jahres 2008 kaum mehr trainieren konnte und auch viel an Gewicht verlor. Beim Ahmet-Comert-Turnier 2008 in Istanbul startete sie deshalb erstmals in der Gewichtsklasse bis 80 kg KG und gewann dieses Turnier mit drei Siegen. Bei der Weltmeisterschaft 2008 in Ningbo/China enttäuschte Maria Kovacs aber, denn sie unterlag dort schon im Achtelfinale der Einheimischen Tang Jieli, die bis dahin keine großen Meriten als Boxerin hatte, nach Punkten (6:7), schied aus und kam nur auf den neunten Platz.
Auch im Jahre 2009 konnte sie nicht ganz an die Erfolge früherer Jahre anknüpfen. Bei den EU-Meisterschaften in Pazardzhik/Bulgarien unterlag sie im Halbschwergewicht (bis 82 kg) im Finale der Bulgarin Desislawa Lazarowa. Bei den Europameisterschaften dieses Jahres in Mykolajiw/Ukraine gewann sie zwar nach einer Niederlage gegen Luminata Turcin aus Rumänien eine Bronzemedaille, aber nur deshalb, weil dort nur vier Teilnehmerinnen am Start waren. Im Jahre 2010 sorgte Maria Kovacs für eine weitere Überraschung, denn sie trainierte weiter ab und startet deshalb seit Beginn dieses Jahres in der Mittelgewichtsklasse (bis 75 kg). Der Zweck dieses Geschehens wird sein, dass sie beabsichtigt bei den Olympischen Spielen 2012 in London, bei denen erstmals in den Gewichtsklassen bis 51 kg, 60 kg und 75 kg Wettbewerbe für die Frauen stattfinden, an den Start zu gehen. Bei den ungarischen Meisterschaften 2010 gewann sie dann den Titel in der Mittelgewichtsklasse mit einem Punktsieg über die dreizehnfache ungarische Meisterin in dieser Klasse Anita Ducza (5:0). Dabei war bei ihr schon ein klarer Aufwärtstrend im Vergleich zu den beiden Vorjahren festzustellen. Dieser Trend setzte sich auch bei den Meisterschaften der Europäischen Union in Keszthely/Ungarn fort, denn sie gewann dort mit Punktsiegen über Nouchka Fontijn, Niederlande (5:1), Desislawa Lazarowa (3:0), Elif Guneri, Türkei (9:3) und Alexandra de Hutton, Frankreich (6:2) den Titel.
Auch bei den Weltmeisterschaften 2010 in Bridgetown/Barbados kämpfte sie erfolgreich und kam mit Punktsiegen über Andreia Bandeira, Brasilien (7:5), Erika Guerrier, Frankreich (18:2) und Nouchka Fontijn (19:7) in das Halbfinale, wo sie auf die amtierende Weltmeisterin Li Jinzi aus China traf. Am Ende stand der Kampf punktgleich 14:14. Die Hilfspunkte entschieden jedoch zugunsten von Li Jinzi. Maria Kovacs gewann dadurch eine WM-Bronzemedaille. Im November 2010 weilte sie noch in den Vereinigten Staaten und nahm vort in vier aufeinanderfolgenden Tagen an den 1. Womens's Intern. Dual Series in Oxnard teil und gewann dort zweimal über Alysia Defazio (19:9 u. 10:5), über Lisbet Vargas (10:0) und kampflos über Kalita Marsh, alles Boxerinnen aus den Vereinigten Staaten.

## Internationale Erfolge
| Jahr | Platz | Wettbewerb                                 | Gewichtsklasse | Ergebnis |
| 2001 | 2.    | WM in Scranton/USA                         | bis 90 kg      | nach Punktsieg über Maria Reingard, Russland (16:3) u. Punktniederlage gegen Devonne Canady, USA (15:22)                                                                     |
| 2002 | 1.    | Witch-Cup in Pécs/Ungarn                   | über 81 kg     | nach einem Punktsieg über Oksana Guljajewa, Ukraine (5:0) |
| 2002 | 1.    | WM in Antalya                              | bis 90 kg      | vor Marija Jaworskaja, Russland, Devonne Canady u. Jytsana, Indonesien |
| 2003 | 1.    | Ahmet-Comert-Turnier in Istanbul           | bis 86 kg      | nach einem Abbruchsieg i. d. 2. Runde über Özlem Bayraker, Türkei |
| 2003 | 1.    | EM in Pécs                                 | bis 86 kg      | vor Julia Gostraja, Ukraine, Marija Jaworskaja u. Adriana Hosu, Rumänien |
| 2004 | 2.    | Ahmet-Comert-Turnier in Istanbul           | bis 86 kg      | nach einer Punktniederlage gegen Marija Jaworskaja (11:13) |
| 2004 | 1.    | Torneo Italia in Cascia                    | bis 86 kg      | nach einem Abbruchsieg i. d. 2. Runde über Ekaterini Papakonstantinou, Griechenland                                                                                          |
| 2004 | 1.    | Witch-Cup in Pécs                          | bis 86 kg      | nach Abbruchsieg i.d. 2. Runde über Maria Reingard |
| 2004 | 1.    | EM in Riccione/Italien                     | bis 86 kg      | vor Anna Seltschuk, Ukraine, Marija Jaworskaja u. Ekaterini Papakonstantinou                                                                                                 |
| 2005 | 2.    | EM in Tønsberg/Norwegen                    | bis 86 kg      | nach Punktsiegen über Maria Reingard (33:12) u. Paulina Szmidt, Polen (24:12) u. einer Punktniederlage gegen Adriana Hosu (24:24+)                                           |
| 2005 | 1.    | WM in Podolsk                              | bis 86 kg      | nach Punktsieg über Jacynthe Maloney, Kanada (26:10) u. Abbruchsiegen jeweils i.d. 2. Runde über Maria Reingard u. Şemsi Yaralı, Türkei                                      |
| 2006 | 1.    | EU-Meisterschaft in Porto Torres/Sardinien | bis 86 kg      | nach einem Abbruchsieg i. d. 1. Runde über Adriana Hosu u. einem Punktsieg über Smesi Yarali (23:18)                                                                         |
| 2006 | 1.    | Witch-Cup in Pécs                          | bis 86 kg      | kampflos |
| 2006 | 1.    | EM in Warschau                             | bis 86 kg      | nach Abbruchsieg i. d. 2. Runde über Ewelina Sienkiewicz, Polen u. Punktsiegen über Albina Wascheikina, Russland (24:6) u. Şemsi Yaralı (20:8)                               |
| 2006 | 2.    | WM in New Delhi                            | bis 86 kg      | nach einem Abbruchsieg i. d. 2. Runde über Adriana Hosu u. einer Punktniederlage gegen Jelena Wadimowna Surkowa, Russland (16:20)                                            |
| 2007 | 5.    | Ahmet-Comert-Turnier in Istanbul           | bis 86 kg      | nach einer Punktniederlage im Viertelfinale gegen Adriana Hosu (10:16) |
| 2007 | 1.    | Witch-Cup in Pécs                          | bis 86 kg      | nach Punktsiegen über Jelena Surkowa (15:4) u. Şemsi Yaralı (5:3) |
| 2007 | 2.    | EM in Vejle/Dänemark                       | bis 86 kg      | nach einem Abbruchsieg i. d. 2. Runde über Adriana Hosu u. einer Punktniederlage gegen Jelena Surkowa (4:8)                                                                  |
| 2007 | 1.    | EU-Meisterschaften in Lille                | bis 86 kg      | nach Punktsiegen über Şemsi Yaralı (7:5) u. Adriana Hosu (11:2) |
| 2008 | 1.    | Ahmet-Comert-Cup in Istanbul               | bis 80 kg      | nach einem Punktsieg über Irina Komar, Ukraine (7:0) u. Abbruchsiegen i.d. 1. Runde über Nadja Abdelhamed, Ägypten u. i. d. 2. Runde über Catalina Stanga, Rumänien          |
| 2008 | 1.    | Witch-Cup in Pécs                          | bis 80 kg      | nach einem Punktsieg über Anna Gladkitsch, Russland |
| 2008 | 9.    | WM in Ningbo/China                         | bis 80 kg      | nach einer Punktniederlage im Achtelfinale gegen Tang Jieli, China (6:7) |
| 2009 | 5.    | Ahmet-Comert-Turnier in Istanbul           | Halbschwer     | nach einer Abbruchniederlage i. d. 4. Runde im Viertelfinale gegen Luminata Turcin, Rumänien                                                                                 |
| 2009 | 2.    | EU-Meisterschaften in Pazardzhik/Bulgarien | Halbschwer     | nach einem Abbruchsieg i.d. 2. Runde über Hatice Tokur, Türkei u. einer Punktniederlage gegen Desislawa Lazarowa, Bulgarien                                                  |
| 2009 | 3.    | EM in Mykolajiw/Ukraine                    | Halbschwer     | nach einer Punktniederlage gegen Luminata Turcin (1:5) |
| 2010 | 9.    | Grand Prix in Ústí nad Labem               | Mittel         | nach einer Punktniederlage im Achtelfinale gegen Irina Sinezkaja, Russland (3:9)                                                                                             |
| 2010 | 1.    | EU-Meisterschaften in Keszthely/Ungarn     | Mittel         | nach Punktsiegen über Nouchka Fontijn, Niederlande (5:1), Desislawa Lazarowa (3:0), Elif Guneri, Türkei (9:3) u. Alexandra de Hutton, Frankreich (6:2)                       |
| 2010 | 3.    | WM in Bridgetown/Barbados                  | Mittel         | nach Punktsiegen über Andreaia Bandeira, Brasilien (7:5), Erika Guerrier, Frankreich (18:2) u. Nouchka Fontijn (19:7) u. einer Punktniederlage gegen Li Jinzi,China (11:11+) |
| 2013 | 1.    | EU-Meisterschaften in Keszthely/Ungarn     | Halbschwer     | nach einem Punktsieg im Finale über Sarah Scheurich, Deutschland (3:0 RS) |

## Ungarische Meisterschaften
(soweit bekannt)
| Jahr | Platz | Gewichtsklasse | Ergebnis                                                   |
| 2008 | 1.    | bis 80 kg      | nach Abbruchsieg i.d. 1. Runde im Finale über Lilla Sandor |
| 2009 | 1.    | Halbschwer     |                                                            |
| 2010 | 1.    | Mittel         | nach Punktsieg im Finale über Anita Ducza                  |

## Erläuterungen
- WM = Weltmeisterschaften, EM = Europameisterschaften
- EU = Europäische Union
- KG = Körpergewicht
- Mittelgewicht, bis 75 kg, Halbschwergewicht bis 81 kg Körpergewicht
- bis zum Jahre 2008 gab es beim Boxen der Frauen bis zu 15 Gewichtsklassen, nach einer Gewichtsklassenreform bestehen seit 2009 nur mehr 10 Gewichtsklassen, die denen der Männer weitgehend angeglichen sind und die gleichen Bezeichnungen tragen